# Brianna Throssell
Brianna Throssell, née le 10 février 1996, était une nageuse australienne, spécialiste des épreuves de papillon et, dans une moindre mesure, de nage libre. Elle annonce mettre un terme à sa carrière sportive en mars 2025.

## Palmarès

### Jeux olympiques
- Jeux olympiques de 2020 à Tokyo :
  -  Médaille d'or du relais 4 × 100 m quatre nages (ne participe pas à la finale)
  -  Médaille de bronze du relais 4 × 200 m nage libre (ne participe pas à la finale)
  -  Médaille de bronze du relais 4 × 100 m quatre nages mixte (ne participe pas à la finale)

### Championnats du monde

#### Grand bassin
- Championnats du monde 2017 à Budapest :
  -  Médaille de bronze du relais 4 × 100 m quatre nages (participe uniquement aux séries)
- Championnats du monde 2019 à Gwangju :
  -  Médaille d'or du relais 4 × 100 m nage libre
  -  Médaille d'or du relais 4 × 200 m nage libre
  -  Médaille d'argent du relais 4 × 100 m quatre nages (participe uniquement aux séries).
  -  Médaille d'argent du relais 4 × 100 m nage libre mixte (participe uniquement aux séries).
- Championnats du monde 2022 à Budapest :
  -  Médaille d'or du relais 4 × 100 m nage libre (participe uniquement aux séries).
  -  Médaille d'argent du relais 4 × 200 m nage libre (participe uniquement aux séries).
  -  Médaille d'argent du relais 4 × 100 m quatre nages.
  -  Médaille d'argent du relais 4 × 100 m quatre nages mixte (participe uniquement aux séries).
- Championnats du monde 2023 à Fukuoka :
  -  Médaille d'or du relais 4 × 100 m nage libre (participe uniquement aux séries).
  -  Médaille d'or du relais 4 × 200 m nage libre.
  -  Médaille d'argent du relais 4 × 100 m quatre nages (participe uniquement aux séries).
- Championnats du monde 2024 à Doha :
  -  Médaille d'or du relais 4 × 100 m quatre nages.
  -  Médaille d'argent du relais 4 × 100 m nage libre
  -  Médaille d'argent du relais 4 × 100 m nage libre mixte
  -  Médaille d'argent du relais 4 × 100 m quatre nages mixte
  -  Médaille de bronze du 200 m nage libre.
  -  Médaille de bronze du relais 4 × 200 m nage libre

#### Petit bassin
- Championnats du monde 2012 à Istanbul :
  -  Médaille d'argent du relais 4 × 100 m nage libre.
  -  Médaille d'argent du relais 4 × 100 m quatre nages[2].
- Championnats du monde 2014 à Doha :
  -  Médaille de bronze du relais 4 × 200 m nage libre.